# POWER GAME〜パワーゲーム〜
『POWER GAME∼パワーゲーム∼』（パワーゲーム）は、NHK BSプレミアムで2013年8月10日から9月28日まで毎週土曜日23:15 - 23:44 （プレミアムよるドラマ枠）に全8話放送したNHK制作のテレビドラマである。出演は小澤征悦、袴田吉彦ら。

## あらすじ
広告代理店に勤務する城崎と黒岩は若手ながらやり手の営業マンである。二人は互いに競い合い、あらゆる手段を使ってクライアントを獲得するために奮闘していた。しかし二人には秘められた過去があった。生まれながらのライバルだった二人だが、正義のために手を組んで戦う時が来るのだった。
本作の特徴として、映像に劇画的なキャプションやイラストを随所に使用しており、ハードボイルドな内容をコミカルに演出している。

## キャスト

### レギュラー
城崎 信也（しろさき しんや）
演 - 小澤征悦
東都広告の営業マン。「広告業界のファンタジスタ」と呼ばれている。
黒岩 博（くろいわ ひろし）
演 - 袴田吉彦
広告代理店・アドギブソンの営業マン。「広告業界のモンスター」と呼ばれている。
蒼井 尚美
演 - 白石美帆
城崎に味方する神出鬼没の謎の女。
三雲 和弘
演 －池田鉄洋
東都広告の社員。城崎のよき理解者。
小池 亜矢
演 - 河北麻友子
東都広告の新入社員。
依田 健史
演 - 田中隆三
東都広告営業局長。
大山 哲生
演 - 麿赤兒
政治家。娘の婚約者である黒岩を支援している。
大山 麗華
演 - 小林きな子
大山哲生の娘で、黒岩と婚約中。
城崎の父
演 - 津村和幸
黒岩の母
演 - 水野あや
語り
吉永幸一

### ゲスト
第1話・第2話
菊池 一郎
演 - 上田耕一
ソール化粧品の創業社長。
佐伯 敬子
演 - 占部房子
ソール化粧品社長である菊池の実娘。
宮原 宏太郎
演 - 近江谷太朗
ソール化粧品の専務。
浅見 忠臣 - 井上康、似顔絵師 - 田中譲、ネットカフェの男 - 小野賢章、秘書 - 原絵里、ホステス - 加藤美穂、長山真由美、木谷有里
川上 智也 - 佐渡稔、飯田 淳史 - 寺島健介、垣内 承之助 - 山崎大輔、成川 - 児玉貴志、蟹江 りこ - 北川富紀子、雑居ビルの男 - 三谷六九
第3話・第4話
加藤 静子
演 - 中尾ミエ
楽園ビールの社長。「デラックス」と呼ばれている。
丸川 芳美 - 播田美保、五味 孝子 - ふくまつみ
第5話・第6話
西沢 光司
演-相島一之
あざみフーズの宣伝部長。
前畑 悦子 - 西田奈津美、山目 幸一 - 丸若薫、監督 - 深見亮介、助監督 - 渡辺多加史、女優 - 津乃村真子、俳優1 - 伊藤友樹、俳優2 - 舩本博之
兼坂 貴裕 - 矢柴俊博、春日部 勉 - 越村友一、篠宮 和臣 - 標永久、記者 -岩田丸、本間剛、平川博晶、キャスター - 巻野わかば、衣装スタッフ - 香野ゆうみ

## スタッフ
- 撮影：出口朝彦
- 照明：荒川光代
- 録音：畑幸太郎
- 音響効果：田中稔
- 美術：池田正直
- 美術進行：水野愛子
- 編集：斎藤和彦
- 記録：渡邊由依
- CG制作：岡田圭一
- 演出：樹下直美、山本大輔
- 制作統括：後藤高久、大庭成子
- 制作著作：NHK・さんばん

## 放映日程
| 話数   | 放映日   | サブタイトル                    | 演出     |
| ------ | -------- | ------------------------------- | -------- |
| 第1回  | 08月10日 | 化粧品メーカーをおとせ!（前編） | 樹下直美 |
| 第2回  | 08月17日 | 化粧品メーカーをおとせ!（後編） | 樹下直美 |
| 第3回  | 08月24日 | 酒造メーカーをおとせ!（前編）   | 樹下直美 |
| 第4回  | 08月31日 | 酒造メーカーをおとせ!（後編）   | 樹下直美 |
| 第5回  | 09月07日 | 食品メーカーをおとせ!（前編）   | 山本大輔 |
| 第6回  | 09月14日 | 食品メーカーをおとせ!（後編）   | 山本大輔 |
| 第7回  | 09月21日 | 憎いアイツをつぶせ!（前編）     | 樹下直美 |
| 最終回 | 09月28日 | 憎いアイツをつぶせ!（後編）     | 樹下直美 |